# Mike Raven
Austin Churton Fairman (* 15. November 1924 in London, England, Vereinigtes Königreich; † 4. April 1997 in Blisland, England, Vereinigtes Königreich), der den Namen Churton Fairman verwendete, in den 1960er und frühen 1970er Jahren jedoch unter dem Pseudonym Mike Raven bekannter war, war ein britischer Radio-Discjockey, Schauspieler, Bildhauer, Schafzüchter, Schriftsteller, Fernsehmoderator und -produzent, Balletttänzer, Flamenco-Gitarrist und Fotograf.

## Biografie
Austin Churton Fairman wurde 1924 in London als Sohn der Schauspieler Austin Fairman (1892–1964) und Hilda Moore (1886–1929) geboren. Seine Mutter starb in Amerika, als er noch ein Kind war. Er wuchs bei drei Tanten auf, die ihn auf die Aldenham School schickten. Anschließend besuchte er das Magdalen College in Oxford, wurde aber zum Kriegsdienst bei den Royal Ulster Rifles einberufen, wo er als Leutnant diente. Nach dem Krieg trat er dem Ballet Rambert als Tänzer bei, wandte sich dann aber der Fotografie zu und spezialisierte sich auf Ballettaufnahmen.
1949 heiratete er Aurelia Pascual y Pérez, die vor dem spanischen Bürgerkrieg geflüchtet war, und kehrte mit ihr in ihre Heimat zurück. Sie hatten einen Sohn und drei Töchter; 1963 ließen sie sich scheiden. Er schrieb ein viel beachtetes Reisebuch, Another Spain, das 1952 erschien und sich mit Spaniens unentdeckten Landschaften beschäftigte.
Während er in Sevilla an den dortigen Feierlichkeiten zur Karwoche teilnahm, lernte er den Regisseur Peter Brook kennen. Dies führte dazu, dass er nach London zurückkehrte und Schauspieler, Regisseur und Produktionsleiter bei Dramen auf ITV wurde. Als die religiöse Serie Stars on Sunday von ITV eingestellt wurde, präsentierte er sowohl die Sendung Ten Commandments als auch deren Nachfolger Songs That Matter und wirkte auch an ATVs Wochentagssendung Epilogue mit. In den 1950er Jahren trat er auch mit John Gielgud auf der Bühne in Moskau auf und spielte gelegentlich Flamencogitarre in einem spanischen Restaurant in London.

### Radiokarriere
Anfang der 1960er Jahre begann er, noch unter seinem richtigen Namen, für BBC Radio zu arbeiten und moderierte Vorträge und gelegentlich Woman’s Hour. Als jedoch sein Cousin, der Politiker der Liberal Party Oliver Smedley, den Piratensender Radio Atlanta gründete, trat er dem Sender als Discjockey bei und sendete vom Schiff Mi Amigo, das vor der Küste von Essex in der Nähe von Frinton-on-Sea außerhalb der 3-Meilen-Zone vor Anker lag. Zu diesem Zeitpunkt begann er, den Namen Mike Raven zu verwenden und moderierte Sendungen, die sich auf seine Liebe zum amerikanischen Blues, Rhythm and Blues und Soul konzentrierten, von denen er eine große Plattensammlung besaß. 1964 heiratete er Edna May „Mandy“ Kilbey und moderierte manchmal gemeinsam mit ihr Radioprogramme; später bekamen sie zwei Söhne.
Gemeinsam mit Smedley engagierte er sich im Parlament für die Legalisierung von Piratensendern, bis Smedley angeklagt wurde, den Tod des rivalisierenden Radiounternehmers Reg Calvert verursacht zu haben, indem er ihn mit einer Schrotflinte erschoss. Später wurde er aus Gründen der Selbstverteidigung freigesprochen. Raven wechselte dann zu einem anderen Piratensender, Radio Invicta, der von einer Verteidigungsplattform aus Kriegszeiten in der Themsemündung aus sendete (Red Sands, Teil der Maunsell Forts). Der Sender wurde später als Radio King und Radio 390 bekannt. Dort war er Programmdirektor und moderierte bis November 1966 eine tägliche R&B-Show.
Ein Kompilationsalbum, The Mike Raven Blues Show, wurde 1966 auf Xtra, einem Sublabel von Transatlantic Records, veröffentlicht. Es enthielt Aufnahmen von Texas Alexander, Blind Lemon Jefferson, Gus Cannon, Robert Johnson, Speckled Red, Victoria Spivey, Leadbelly, Big Bill Broonzy, Sonny Boy Williamson, Brownie McGhee, Lightnin’ Hopkins und Elmore James.
Nachdem er kurze Zeit für Radio Luxemburg gearbeitet hatte, wechselte er zum Starttag im September 1967 zu BBC Radio 1, dem ersten nationalen Radiosender in Großbritannien, der vorwiegend populäre Musik spielte. Die „Mike Raven Blues Show“ debütierte am ersten Tag von Radio 1 und war bis November 1971 ein fester Programmbestandteil. Anfangs eine halbstündige Sendung, wurde sie schließlich auf zwei Stunden ausgeweitet.

### Spätere Jahre
1971 beschloss Raven, das Radio zu verlassen und zur Schauspielerei zurückzukehren. Er kombinierte seine frühere Karriere mit seiner Leidenschaft für das Okkulte, um in Horrorfilmen mitzuspielen. Die Vorwerbung für diese Filme konzentrierte sich auf Ravens Interesse am Okkulten – er soll sich immer schwarz gekleidet haben, oft mit einem passenden Umhang. Er trat erstmals als Graf Karnstein im Hammer-Horrorfilm Nur Vampire küssen blutig (Lust for a Vampire, 1971) auf, musste jedoch die Demütigung ertragen, dass seine Stimme neu synchronisiert wurde. Anschließend wechselte er für I, Monster (1971) zur Produktionsfirma Amicus und arbeitete mit dem Produzenten Tom Parkinson an Crucible of Terror, in dem er einen verrückten Bildhauer spielte. Die Dreharbeiten führten ihn nach Cornwall, wo er mit seiner Familie in einen umgebauten Schweinestall aus dem 17. Jahrhundert in Penpol, Lesnewth, zog. Raven und Parkinson arbeiteten erneut bei Disciple of Death (1972) zusammen, das Raven teilweise finanzierte. Der kommerzielle Misserfolg des Films beendete jedoch praktisch seine Schauspielkarriere.
1974 nahm er wieder seinen richtigen Namen an und begann, Skulpturen aus Holz und Granit anzufertigen, in denen er religiöse und erotische Motive kombinierte. 1980 zog er mit seiner Familie nach South Penquite in der Nähe von Blisland im Bodmin Moor, wo er ohne Vorkenntnisse mit der Schafzucht begann und schließlich einen erfolgreichen Bauernhof aufbaute. Später musste er die Landwirtschaft wegen einer Herzerkrankung aufgeben und widmete sich stattdessen seiner Kunst. Er beschloss, keine Werke zu verkaufen, bis er genug für eine Ausstellung hatte, wurde jedoch zunächst durch den unerwarteten Tod zweier seiner Sponsoren, des Kritikers Peter Fuller und dann der Künstlerin Christina Hoare, vereitelt. Seine erste Skulpturenausstellung wurde schließlich in Cornwall organisiert, aber kurz vor der Eröffnung zogen sich die Sponsoren zurück, mit der Begründung, einige der Werke seien geschmacklos. Sie wurden schließlich 1990 erfolgreich in der Krypta der St. George’s Church in Bloomsbury und später in der Penzance Gallery ausgestellt. Eines seiner Werke, Die Kreuzabnahme (The Deposition from the Cross), wurde später in der Ausstellung Images of Christ mit religiöser Kunst des 20. Jahrhunderts in Northampton und der St. Paul’s Cathedral in London gezeigt. Es folgte eine Reihe von Auftragsarbeiten aus ganz Europa.
Am 25. Jahrestag der Gründung von Radio 1 im Jahr 1992 gab es zunächst Gerüchte, er sei tot, und jemand, der als Mike Raven auftrat, wurde als Betrüger entlarvt. Schließlich wurde ein Aufruf zur Auskunft über ihn von einem Metzger in Cornwall gehört, der Fairmans Namensänderung und Aufenthaltsort bekannt gab.
Fairman starb 1997 und wurde in einem Grab begraben, das er in Bodmin Moor selbst gegraben hatte.